# Cordulecerus maclachlani
Cordulecerus maclachlani is een insect uit de familie van de vlinderhaften (Ascalaphidae), die tot de orde netvleugeligen (Neuroptera) behoort. 
Cordulecerus maclachlani is voor het eerst wetenschappelijk beschreven door Sélys-Longchamps in 1871.